# مثلث الموت

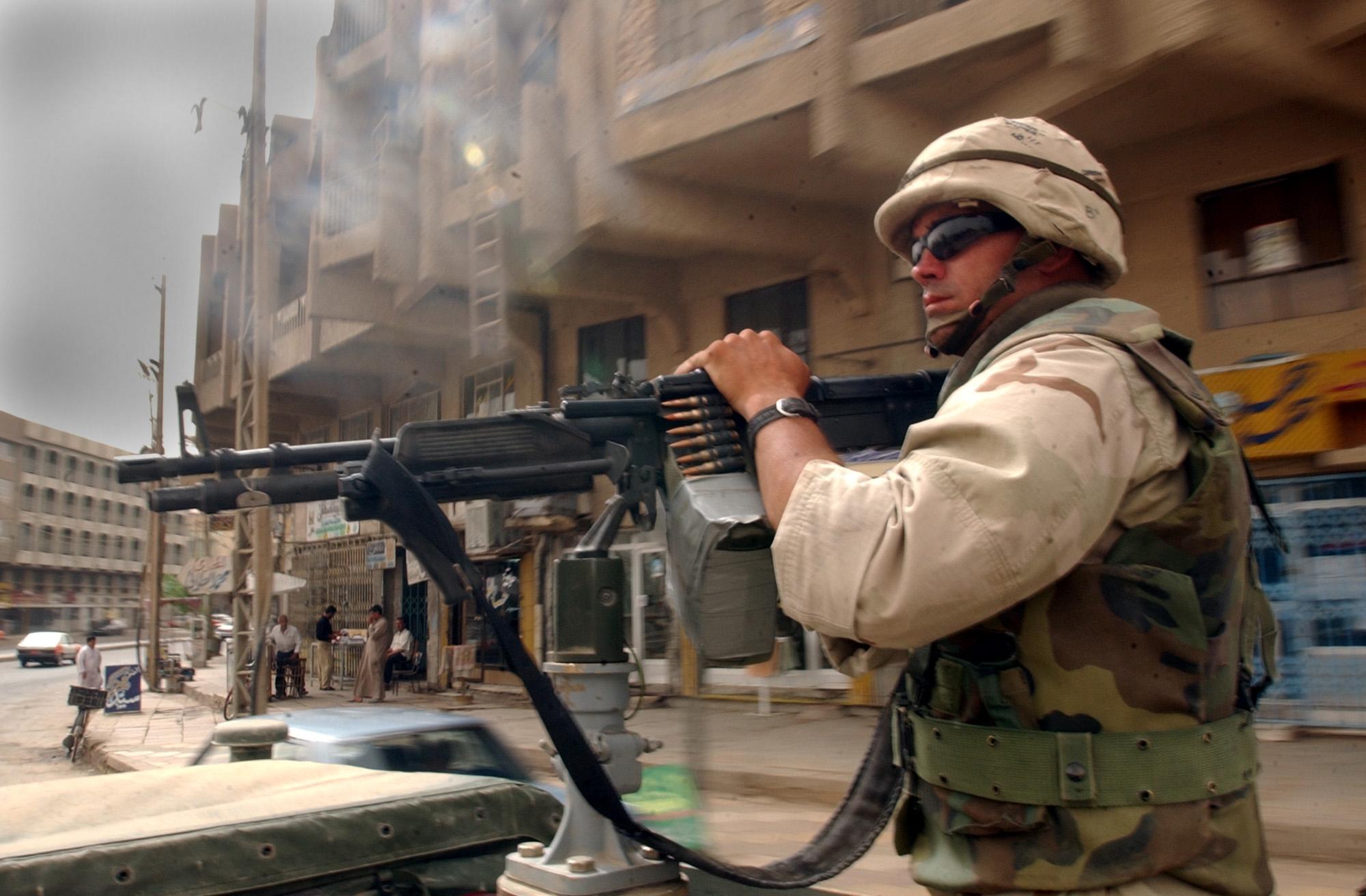

مثلث الموت هو اسم أطلق على منطقة الواقعة بين جنوب بغداد ومدينة الحلة بسبب الكم الهائل من هجمات المسلحين والعبوات الناسفة التي استهدفت القوات الأمريكية.
يقع هذا المثلث بين العاصمة بغداد ومدينة الحلة ويسكنه مليون نسمة اغلبية سنية عربية ويشمل هذا المثلث مدن كبيرة وبلدات وقرى تقع جنوب مدينة بغداد كاليوسفية والمحمودية والأسكندرية واللطيفية والرشيد وجرف الصخر والحصوة وهور رجب وعرب الجبور وجبلة وقد شهد هذا المثلث معارك عنيفة قام بها تنظيم القاعدة في العراق خصوصاً في الأشهر الأخيرة من عام 2004 وثم استولى تنظيم القاعدة على المنطقة. كما شهدت المنطقة أعمال قتل طائفي بحق سكان المنطقة حيث قامت الاجهزة الامنية المرتبطة بفرق الموت الشيعية ومليشيات جيش المهدي بعمليات قتل وخطف في مركز بلدة المحمودية والرشيد وشمال الحلة وعرب الجبور. 

تلصق منطقة مثلث الموت جغرافيا بالانبار بدون حدود ادارية واضحة وتتلاقى مع اراضي الفلوجة وزوبع وعامرية الفلوجة.
ومن الجدير بالذكر ان مصطلح مثلث الموت أطلق للمرة الأولى على منطقة تقع جنوب عاصمة الجزائر اثناء الحرب الأهلية الجزائرية بين عامي 1997 و 1998.